# Carlo Rainaldi
Carlo Rainaldi (* 4. Mai 1611 in Rom; † 8. Februar 1691 ebenda), Sohn von Girolamo Rainaldi, war ein Architekt des römischen Barocks, außerdem betätigte er sich als Komponist.

## Leben
Zunächst lernte er bei seinem Vater Girolamo und arbeitete bei zahlreichen Projekten mit ihm zusammen, wie z. B. beim Palazzo Nuovo oder beim Palazzo Pamphili. Nach dem Tod seines Vaters im Jahr 1655 entstanden Carlos Hauptwerke wie Santa Maria in Campitelli, Sant’Agnese in Agone, Sant’Andrea della Valle und die beiden Kirchen auf der Piazza del Popolo.
Charakteristisch für seine Bauweise ist die Staffelung frei stehender Säulen, wie dies besonders bei der Kirche Santa Maria in Campitelli zu sehen ist.
Neben seiner Tätigkeit im architektonischen Bereich widmete sich Rainaldi auch dem Bau von Grabmälern, wie etwa jenem für Papst Clemens IX. in Santa Maria Maggiore und für den Kardinal Carlo Bonelli in der Basilika Santa Maria sopra Minerva (1675). 1681 nahm er den Umbau des Oratorio del Santissimo Sacramento in Rom im Stil Barock vor.